# Pneuminion endroedyi
Pneuminion endroedyi är en skalbaggsart som beskrevs av Perkins 2004. Pneuminion endroedyi ingår i släktet Pneuminion och familjen vattenbrynsbaggar. Inga underarter finns listade i Catalogue of Life.